# Bazylika Matki Boskiej Afrykańskiej
Bazylika Matki Boskiej Afrykańskiej (franc. Basilique Notre-Dame d'Afrique, arab.:السيدة الإفريقية) – katolicka bazylika w Algierze.
Wznosi się w północnej części miasta na 124-metrowym klifie nadmorskim. Konsekrowana 2 lipca 1872 po 14 latach budowy. Zbudowana w popularnym wówczas stylu neobizantyńskim z elementami neoromańskimi; architektem był Jean-Eugène Fromageau. W 1875 podniesiona do rangi bazyliki mniejszej. Symboliczne i religijne znaczenie bazyliki jest wyrażone w napisie znajdującym się w absydzie: Notre Dame d'Afrique Priez Pour Nous Et pour les Musulmans (Matko Boża Afrykańska, módl się za nami i za muzułmanami).